# (28181) 1998 WW5
(28181) 1998 WW5 là một tiểu hành tinh vành đai chính. Nó được phát hiện bởi Yoshisada Shimizu và Takeshi Urata ở Đài thiên văn Nachi-Katsuura ở Nachikatsuura, Wakayama, Nhật Bản, ngày 19 tháng 11 năm 1998.